# 21 cm Mörser 18
21 cm Mörser 18 (21 cm Mrs.18) – niemiecka haubica holowana. Mrs.18 został zaprojektowany, aby zastąpić przestarzałe 21 cm Mörser 16 wykorzystywane podczas I wojny światowej.
Produkcję Mrs.18 rozpoczęto w 1939 roku. Działo miało jednoogonowe łoże z systemem podwójnego odrzutu. Po strzale najpierw cofała się lufa, a następnie całe łoże górne przesuwało się wzdłuż dolnego. Taka konstrukcja pozwalała skutecznie tłumić odrzut i zmniejszała rozrzut pocisków. Była to jedna z pierwszych, o ile nie pierwsza, seryjnie produkowana konstrukcja tego typu. Działo było zasilane nabojami składanymi. Ładunek miotający był zmienny. Z haubicy można było wystrzeliwać pociski burzące i przeciwbetonowe.
W 1941 roku uruchomiono produkcję wykorzystującej to samo łoże 17 cm Kanone 18. Początkowo K 18 miało tylko uzupełniać Mrs.18, ale doświadczenia bojowe wykazały, że w porównaniu z pociskami 210 mm, pociski 170 mm mają większy zasięg, przy zbliżonej skuteczności. Dlatego w 1942 roku zakończono produkcję 21 cm Mrs 18. Wyprodukowane działa były wykorzystywane do końca wojny.

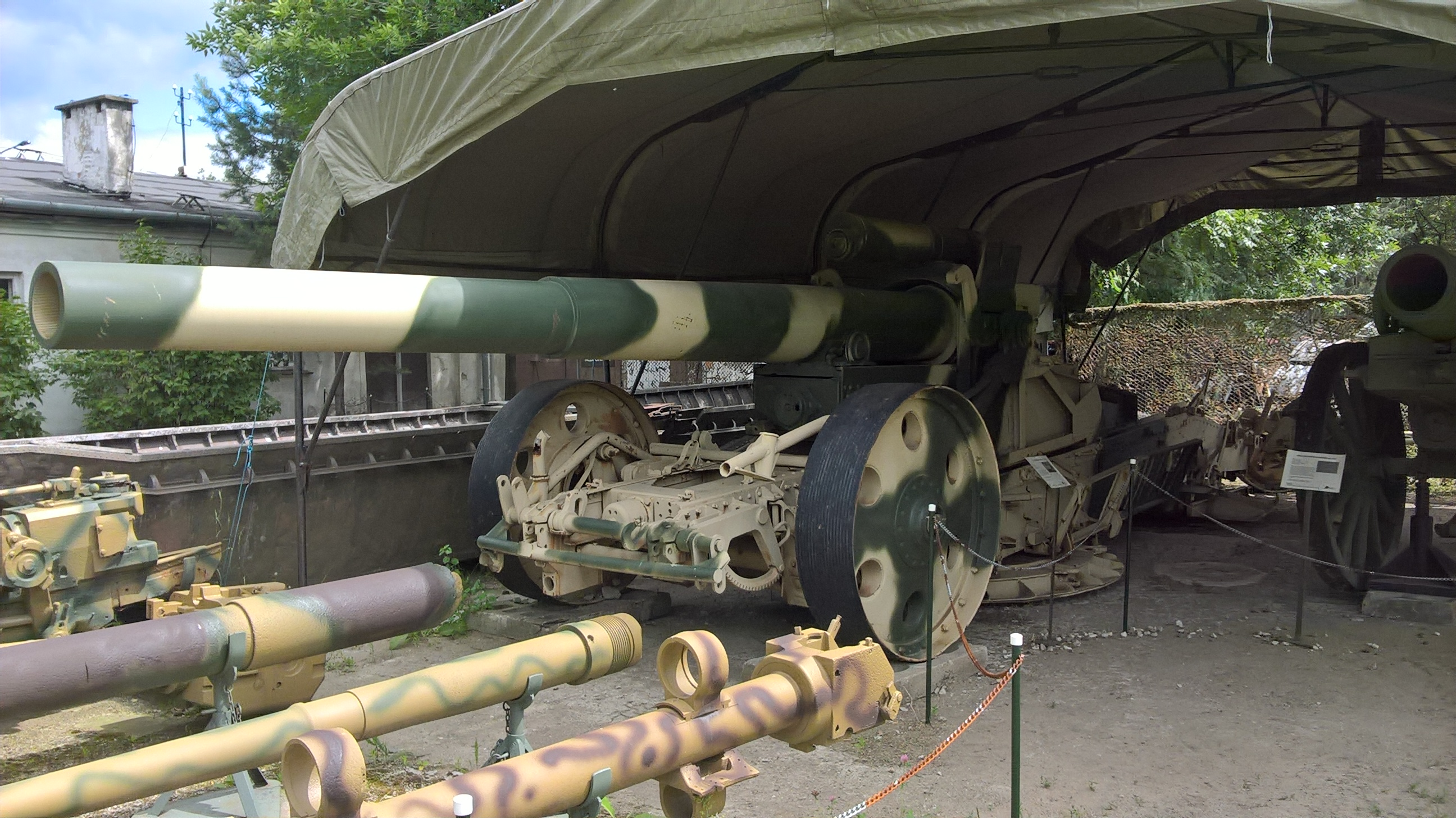
Niemiecka haubica holowana 21 cm Mörser 18 w Muzeum Polskiej Techniki Wojskowej w Warszawie